# A Mother's Gift
A Mother's Gift은 브리트니 스피어스와 그녀의 엄마 린 스피어스가 2001년 발행한 소설이다. 둘이 같이 쓴 책으로는 앞서 Britney Spears' Heart-to-Heart가 있다. 이 책의 내용이 2004년 영화로 개봉되기도 하였다.